# العلاقات الفنلندية القرغيزستانية
العلاقات الفنلندية القيرغيزستانية هي العلاقات الثنائية التي تجمع بين فنلندا وقيرغيزستان.

## مقارنة بين البلدين
هذه مقارنة عامة ومرجعية للدولتين:
| وجه المقارنة                                              | فنلندا                                                                               | قيرغيزستان                      |
| --------------------------------------------------------- | ------------------------------------------------------------------------------------ | ------------------------------- |
| المساحة (كم2)                                             | 338.42 ألف                                                                           | 199.95 ألف                      |
| عدد السكان (نسمة)                                         | 5.52 مليون                                                                           | 6.20 مليون                      |
| الكثافة السكانية (ن./كم²)                                 | 16.31                                                                                | 31.01                           |
| العاصمة                                                   | هلسنكي                                                                               | بيشكك                           |
| اللغة الرسمية                                             | اللغة الفنلندية، اللغة السويدية                                                      | اللغة الروسية، اللغة القيرغيزية |
| العملة                                                    | يورو، ماركا فنلندية                                                                  | سوم قيرغيزستاني                 |
| الناتج المحلي الإجمالي (بليون دولار)                      | 251.88 مليار                                                                         | 7.56 مليار                      |
| الناتج المحلي الإجمالي (تعادل القوة الشرائية) بليون دولار | 231.84 مليار                                                                         | 20.45 مليار                     |
| الناتج المحلي الإجمالي الاسمي للفرد دولار أمريكي          | 42.31 ألف                                                                            | 1.10 ألف                        |
| الناتج المحلي الإجمالي للفرد دولار أمريكي                 | 40.68 ألف                                                                            |                                 |
| مؤشر التنمية البشرية                                      | 0.883                                                                                | 0.655                           |
| رمز المكالمات الدولي                                      | +358                                                                                 | +996                            |
| رمز الإنترنت                                              | .fi                                                                                  | .kg                             |
| المنطقة الزمنية                                           | ت ع م+02:00، ت ع م+03:00، أوروبا/هلسنكي ‏، توقيت شرق أوروبا، توقيت شرق أوروبا الصيفي ‏ | ت ع م+06:00                     |

## منظمات دولية مشتركة
يشترك البلدان في عضوية مجموعة من المنظمات الدولية، منها:
| علم المنظمة | اسم المنظمة                        | تاريخ انضمام فنلندا | تاريخ انضمام قيرغيزستان |
| ----------- | ---------------------------------- | ------------------- | ----------------------- |
|             | بنك التنمية الآسيوي                | 1966                | 1994                    |
|             | مؤسسة التنمية الدولية              | 29 ديسمبر 1960      | 24 سبتمبر 1992          |
|             | يونسكو                             | 10 أكتوبر 1956      | 2 يونيو 1992            |
|             | وكالة ضمان الاستثمار متعدد الأطراف | 28 ديسمبر 1988      | 21 سبتمبر 1993          |
|             | الأمم المتحدة                      | 14 ديسمبر 1955      | 2 مارس 1992             |
|             | الاتحاد البريدي العالمي            | ?                   | ?                       |
|             | البنك الدولي للإنشاء والتعمير      | 14 يناير 1948       | 18 سبتمبر 1992          |
|             | اتفاقية السماوات المفتوحة          | ?                   | ?                       |
|             | الاتحاد الدولي للاتصالات           | 1 سبتمبر 1920       | 20 يناير 1994           |
|             | منظمة حظر الأسلحة الكيميائية       | ?                   | ?                       |
|             | مؤسسة التمويل الدولية              | 20 يوليو 1956       | 11 فبراير 1993          |
|             | منظمة التجارة العالمية             | 1995                | ?                       |
|             | منظمة الشرطة الجنائية الدولية      | ?                   | ?                       |
|             | منظمة الأمن والتعاون في أوروبا     | 25 يونيو 1973       | 30 يناير 1992           |

## وصلات خارجية
- موقع وزارة الخارجية الفنلندية
- موقع وزارة الخارجية القيرغيزستانية